# Lenteji (Georgia)
Lenteji (en georgiano: ლენტეხი) es una pequeña ciudad de Georgia ubicada en el suroeste de la región de Racha-Lechjumi y Baja Esvanetia, siendo la capital del municipio homónimo. Lenteji es la co-residencia de la eparquía de Tsageri y Lenteji de la Iglesia ortodoxa georgiana.

## Geografía
Lenteji está a 760 metros sobre el nivel del mar, situada a orillas del río Tsjenitskali, un afluente del río Rioni. Lenteji está a 102 km de Kutaisi y a 323 km de Tbilisi.

### Clima
La ciudad tiene un clima húmedo, con inviernos moderadamente fríos y veranos calurosos y relativamente secos. La temperatura media anual es de 9,4 °C, siendo en enero -1,8 °C y en agosto de 20 °C. La precipitación es de 1240 mm por año. 

## Historia
Lenteji pertenece etnográficamente a una histórica provincia georgiana de Esvanetia, siendo denominado todo el municipio de Lenteji como Baja Esvanetia. Esta comunidad también incluía pueblos como Faki, Leksura o Gulida. En 1930 Lenteji se convirtió en el centro del distrito y hasta 1953 se llamó Leksura (en georgiano: ლექსურა). Se le concedió el estatus de municipio en 1969. 
En 2019, Lenteji eliminó una figura de la diosa Dali del diseño de una fuente prevista para la plaza principal de la ciudad. El metropolitano Stefan de la eparquía ortodoxa georgiana de Tsageri y Lenteji había criticado fuertemente la inclusión de la diosa como idolatría, aunque el alcalde Badri Liparteliani afirmó que el cambio tenía la intención de aumentar la eficiencia y el atractivo visual de la fuente. La versión final se construyó sin la estatua de Dali.

## Demografía
La evolución demográfica de Lenteji entre 1939 y 2020 fue la siguiente:
| 1000                                            | 854 | 1873 | 1995 | 1739 | 847 | 1008 |
| (Fuente: Population of Georgia in Soviet times) |     |      |      |      |     |      |

Según el último censo del año 2014, el pueblo tenía una población de aproximadamente 947 habitantes, mayoritariamente georgianos (esvanos). Sin embargo, como en gran parte de Esvanetia, ha habido una tendencia de la generación más joven a emigrar a las ciudades más grandes o buscar trabajo en el extranjero por razones económicas.
|              | 1939      | 1939       | 2014      | 2014       |
| Grupo étnico | Población | Porcentaje | Población | Porcentaje |
| ------------ | --------- | ---------- | --------- | ---------- |
| Georgianos   | 926       | 92,6%      | 945       | 99,79%     |
| Rusos        | 68        | 6,8%       | 1         | 0,10%      |
| Ucranianos   | 68        | 6,8%       | -         | -          |
| Osetios      | 1         | 0,1%       | -         | -          |
| Armenios     | 2         | 0,2%       | -         | -          |
| Judíos       | 1         | 0,1%       | -         | -          |
| Otros        | -         | -          | 1         | 0,10%      |
| Total        | 1000      | 100%       | 947       | 100%       |

## Economía
Situado en la ladera sur del Cáucaso Central, Lenteji es un sitio de alpinismo. Sus habitantes sobreviven en gran parte de la agricultura y la madera, aunque en los últimos años las restricciones gubernamentales han frenado esta última industria. Como en gran parte de Georgia, el turismo es visto como la futura fuente de ingresos ya que el clima en Baja Esvanetia no es tan extremo y Lenteji es una de las ciudades más grandes antes de llegar a Mestia. Durante el período soviético, había una granja de ganado, una fábrica de ropa, un cine y un bar.

## Infraestructura

### Arquitectura y monumentos
El patrimonio cultural de la zona incluye varios monumentos, en particular la Iglesia de San Jorge de Jgëræg del siglo X, la Iglesia del Arcángel de Thargizel (siglos IX-X), la iglesia de Tekal (siglos X-XI). En cuanto a fortificaciones, destacan la fortaleza Dadiani de Lenteji, y las famosas torres esvan en el pueblo de Leksuri.

### Festividades
Cada primavera, hay un festival en la iglesia en lo alto de la montaña sobre la ciudad. Hay un salón de canto y un restaurante junto al río que sirve comida tradicional de la región a los viajeros y, a veces, a los lugareños. Un manantial brota de la ladera de la montaña con agua mineral fresca de la que la ciudad bebe constantemente.

### Transporte
La ciudad está situada en la carretera que va de Kutaisi a través de Tskaltubo, donde se encuentra la estación de tren más cercana, al valle del Tsjenitskali y Baja Esvanetia. Sin embargo, la conexión con Alta Esvanetia es complicada, pues se debe de hacer por una carretera sin asfaltar.